# Лубна (річка)
Лубна — річка в Україні, в Семенівському районі Чернігівської області. Ліва притока Слоті (басейн Дніпра).

## Опис
Довжина річки приблизно 11,7 км.

## Розташування
Бере початок біля села Лубні. Тече переважно на північний захід понад Лосевочкою і на південному сході від Вільшанки впадає у річку Слот, ліву притоку Ревни. 
Річку перетинає автомобільна дорога Т 2512.